# Carnarvon
Carnarvon é uma cidade costeira da região de Gascoyne, no estado australiano da Austrália Ocidental, a 900 km a norte de Perth, a capital estadual. Localiza-se na foz do rio Gascoyne, que desagua no Oceano Índico. De acordo com o censo australiano de 2011, Carnarvon tinha uma população de 4 559 habitantes.

## História
Os aborígenes da nação Inggarda são os ocupantes nativos da região em torno de Carnarvon. Antes da colonização da Austrália, o lugar agora denominado Carnarvon, situado na foz do rio Gascoyne, era conhecido como Kuwinywardu que significa "pescoço de água".
A cidade foi fundada em 1883, inicialmente como um porto de suprimentos para a região, da qual ainda é o centro administrativo. Carnarvon foi oficializada em 4 de junho de 1891, recebendo esse nome em homenagem a Henry Herbert, 4º Conde de Carnarvon, ex-secretário de estado britânico das Colônias e pai de George Edward, 5.º Conde de Carnarvon.
Carnarvon teve três linhas de bonde: a mais antiga, datada de 1884, movimentada por tração humana ou força eólica; a segunda, criada entre 1886 e 1887, que usava tração animal e ia até o cais; e a terceira e única remanescente - ainda que de forma parcial - foi completada em 9 de novembro de 1900, com bitola de 1 067 mm a partir de 1908. O serviço era operado com uma locomotiva a vapor e encerrou suas operações em 1965, mais tarde retomadas com valor turístico pela Carnarvon Light Railway Association.

## Economia
As principais atividades econômicas da região incluem:
- Mineração, com salinas no lago Macleod e em minas terra adentro;
- Pesca de camarão;
- Turismo
- Agricultura e pecuária (bovinos, ovinos (inclusive para lã), caprinos. Particularmente no que se refere à horticultura e à fruticultura, vários produtos são produzidos, dentre eles bananas (especialmente da variedade Cavendish) e tomates, assim como toranjas, mangas e uvas de mesa. A localização permitiu aos produtores se beneficiarem das vantagens climáticas, atendendo às demandas dos mercados interno e externo fora da estação.[4]

## Clima
Carnarvon possui um clima semiárido. A precipitação média anual é de 226 mm, com o período chuvoso ocorrendo no inverno, entre maio e julho. ciclones tropicais ocasionalmente atingem Carnarvon durante os meses de verão, trazendo chuvas volumosas e tempestades. À parte essa fonte irregular de precipitação, o verão costuma ser seco. As temperaturas variam de uma média máxima de 33 °C em fevereiro a 22 °C em julho. As médias das mínimas são de 23 °C e 11 °C, respectivamente. Em 6 de março de 2007, Carnarvon igualou o recorde australiano de temperatura máxima com 47,8 °C: esta temperatura fora atingida na cidade de Roebourne em 4 de março de 1998.

| Dados climatológicos para Carnarvon, Austrália Ocidental | Dados climatológicos para Carnarvon, Austrália Ocidental | Dados climatológicos para Carnarvon, Austrália Ocidental | Dados climatológicos para Carnarvon, Austrália Ocidental | Dados climatológicos para Carnarvon, Austrália Ocidental | Dados climatológicos para Carnarvon, Austrália Ocidental | Dados climatológicos para Carnarvon, Austrália Ocidental | Dados climatológicos para Carnarvon, Austrália Ocidental | Dados climatológicos para Carnarvon, Austrália Ocidental | Dados climatológicos para Carnarvon, Austrália Ocidental | Dados climatológicos para Carnarvon, Austrália Ocidental | Dados climatológicos para Carnarvon, Austrália Ocidental | Dados climatológicos para Carnarvon, Austrália Ocidental | Dados climatológicos para Carnarvon, Austrália Ocidental |
| Mês                                                      | Jan                                                      | Fev                                                      | Mar                                                      | Abr                                                      | Mai                                                      | Jun                                                      | Jul                                                      | Ago                                                      | Set                                                      | Out                                                      | Nov                                                      | Dez                                                      | Ano                                                      |
| -------------------------------------------------------- | -------------------------------------------------------- | -------------------------------------------------------- | -------------------------------------------------------- | -------------------------------------------------------- | -------------------------------------------------------- | -------------------------------------------------------- | -------------------------------------------------------- | -------------------------------------------------------- | -------------------------------------------------------- | -------------------------------------------------------- | -------------------------------------------------------- | -------------------------------------------------------- | -------------------------------------------------------- |
| Temperatura máxima recorde (°C)                          | 47,8                                                     | 46,9                                                     | 47,8                                                     | 41,1                                                     | 38,0                                                     | 32,3                                                     | 30,7                                                     | 33,6                                                     | 38,9                                                     | 42,4                                                     | 43,4                                                     | 45,4                                                     | 47,8                                                     |
| Temperatura máxima média (°C)                            | 31,3                                                     | 32,6                                                     | 31,6                                                     | 29,1                                                     | 26,2                                                     | 23,4                                                     | 22,3                                                     | 23,1                                                     | 24,4                                                     | 26,0                                                     | 27,6                                                     | 29,4                                                     | 27,2                                                     |
| Temperatura mínima média (°C)                            | 22,6                                                     | 23,4                                                     | 22,1                                                     | 19,1                                                     | 14,9                                                     | 12,3                                                     | 10,9                                                     | 11,6                                                     | 13,9                                                     | 16,4                                                     | 18,6                                                     | 20,7                                                     | 17,2                                                     |
| Temperatura mínima recorde (°C)                          | 14,4                                                     | 15,4                                                     | 13,2                                                     | 8,3                                                      | 6,1                                                      | 2,8                                                      | 2,4                                                      | 3,5                                                      | 5,6                                                      | 8,1                                                      | 10,7                                                     | 13,8                                                     | 2,4                                                      |
| Precipitação (mm)                                        | 12,1                                                     | 20,0                                                     | 17,3                                                     | 13,7                                                     | 34,4                                                     | 46,8                                                     | 44,1                                                     | 17,5                                                     | 6,0                                                      | 5,2                                                      | 4,0                                                      | 5,5                                                      | 226,2                                                    |
| Dias com precipitação                                    | 1,9                                                      | 2,5                                                      | 2,2                                                      | 2,6                                                      | 4,9                                                      | 7,2                                                      | 7,0                                                      | 5,0                                                      | 3,1                                                      | 2,2                                                      | 1,2                                                      | 0,7                                                      | 40,5                                                     |
| Fonte:                                                   |                                                          |                                                          |                                                          |                                                          |                                                          |                                                          |                                                          |                                                          |                                                          |                                                          |                                                          |                                                          |                                                          |

## Atividade aeroespacial

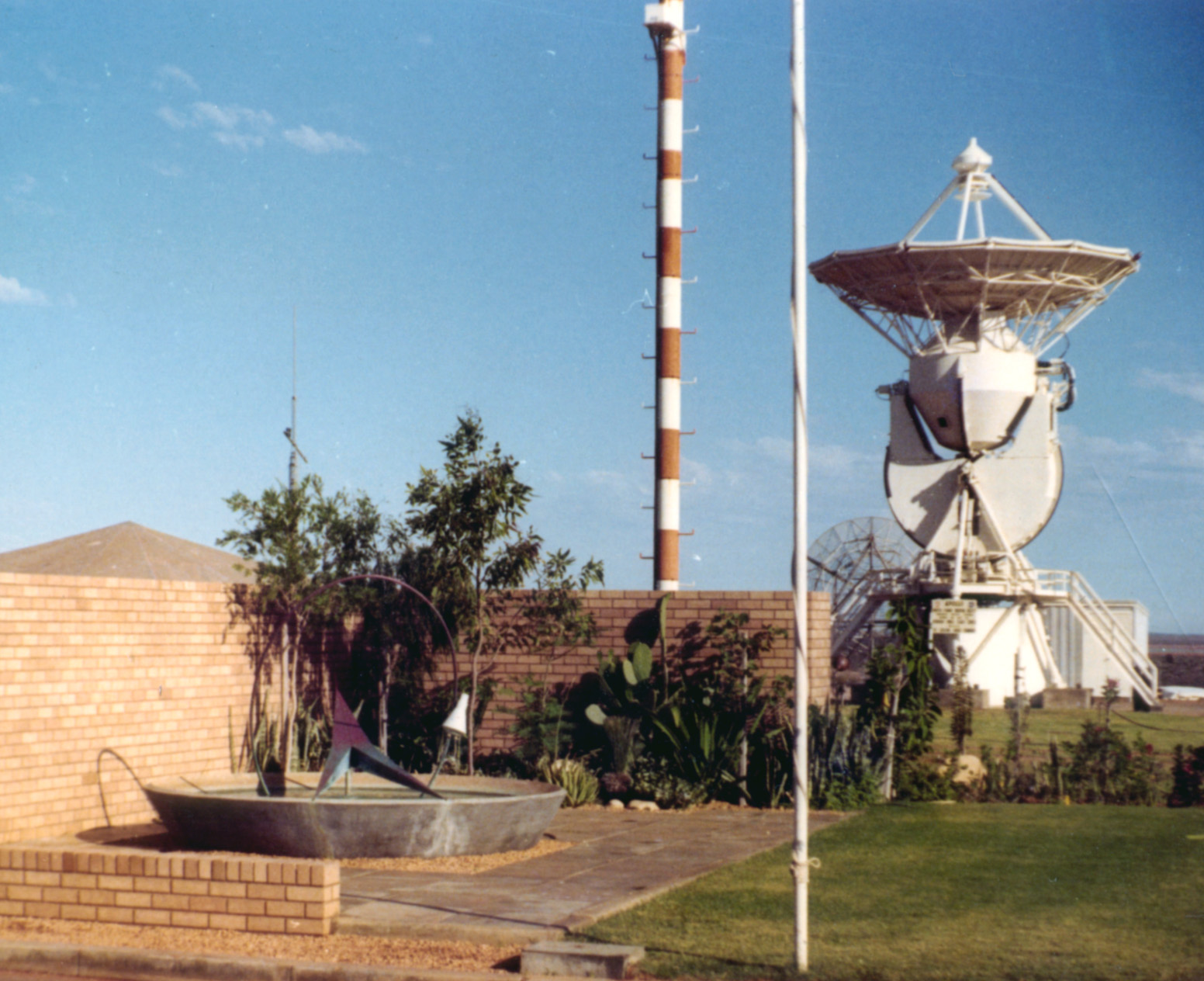
Base de rastreamento espacial da NASA por volta de 1969.

De 1964 a 1965, 12 foguetes de sondagem foram lançados de Carnarvon a uma altitude máxima de 120 km. Durante a década de 1960, a NASA, a agência espacial norte-americana estabeleceu uma base em Carnarvon para dar suporte aos programas dos projetos Apollo e Gemini. A estação foi fechada em meados da década de 1970. Apenas as fundações da instalação permaneceram. O lugar é adjacente à antiga base, denominada OTC Satellite Earth Station Carnarvon.